# Berești (Galați)
Berești è una città della Romania di 3 453 abitanti, ubicata nel distretto di Galați, nella regione storica della Moldavia.
Berești ha dato i natali allo zoologo Paul Bujor (1862-1952) e al calciatore Arturo Bertolero, in attività nel periodo tra le due guerre mondiali.